# El Loreto Occidental
El Loreto Occidental es una localidad del estado mexicano de Jalisco. Es parte del municipio de La Barca.

## Demografía
| Gráfica de evolución demográfica |
|                                  |

| Censo | Población |
| ----- | --------- |
| 1900  | 319       |
| 1910  | 229       |
| 1921  | 32        |
| 1930  | 288       |
| 1940  | 378       |
| 1950  | 552       |
| 1960  | 746       |
| 1970  | 769       |
| 1980  | 890       |
| 1990  | 1 189     |
| 2000  | 1 229     |
| 2010  | 1 266     |
| 2020  | 1 301     |